# Teresa Brennan
Teresa Brennan (5 de enero de 1952 – 3 de febrero de 2003) fue una filósofa feminista y teórica psicoanalítica australiana. Fue Profesora Distinguida Schmidt de Humanidades en Universidad Atlántica de Florida, donde fundó un programa de doctorado para Intelectuales Públicos.

## Biografía
Brennan completó su licenciatura en la Universidad de Sídney y una maestría en teoría política en la Universidad de Melbourne. Antes de su doctorado en el King's College de Cambridge, se formó como psicoanalista en la Clínica Tavistock de Londres. Enseñó en The New School, Universidad Brandeis, Universidad de Harvard y Universidad Atlántica de Florida.
Mientras estuvo en la universidad Atlántica de Florida de 1998 a 2002, diseñó un doctorado para intelectuales públicos, destinado a capacitar no solo a académicos sino también a curadores, archivistas, organizadores y ambientalistas.

## Publicaciones
Sus dos primeros libros, Interpretaciones de la carne: Freud y la feminidad e Historia después de Lacan son obras de teoría social psicoanalítica, mientras que Exhausting Modernity: Grounds for a New Economy y Globalization and Its Terrors recurren a teorías marxistas y ecofeministas para considerar el drenaje energético a gran escala. Su obra póstuma The Transmission of Affect  se dedica a la investigación fisiológica y psicosocial que desafía el marco causal de la sociobiología.
Además editó dos volúmenes: Entre el feminismo y el psicoanálisis y, con el coeditor Martin Jay, Visión en contexto: perspectivas históricas y contemporáneas sobre la vista. Fue editora general con Susan James de la serie Oxford Readings in Feminism, una extensión de Oxford Readings in Philosophy, y también editora general de la serie de Routledge Opening Out: Feminism for Today.
Sus colegas contribuyeron a un volumen póstumo sobre su trabajo Living Attention: On Teresa Brennan. Sus artículos se encuentran en la Biblioteca John Hay de la Universidad Brown. En 2017, la conferencia anual philoSOPHIA la honró en la Universidad Atlántica de Florida con un discurso de apertura de Sara Ahmed.

## Muerte
Brennan falleció a causa de las heridas sufridas durante un accidente automovilístico de atropello y fuga.